# Lobus bandipurensis
Lobus bandipurensis är en tvåvingeart som beskrevs av Joseph och Parui 1993. Lobus bandipurensis ingår i släktet Lobus och familjen rovflugor. Inga underarter finns listade i Catalogue of Life.